# Раханов, Андрей Егорович
Андрей Егорович Раханов (2 ноября 1916, с. Запрудьки, Витебская губерния, Российская империя — 7 октября 1997) — советский партийный и государственный деятель, председатель Минского сельского облисполкома (1963—1964).

## Биография
С 1935 до 1941 года работал учителем, директором средних неполных школ Городокского района Витебской области.
Во время Великой Отечественной войны был заместителем комиссара 2-й Белорусской партизанской бригады, после начал работать в комсомоле — секретарём подпольного комитета Меховского района ЛКСМ Белоруссии.
После освобождения Городокского района в 1943 году был избран секретарём Городокского районного комитета ЛКСМ Белоруссии. С 1944 до 1948 года занимал должности заведующего отделом сельской молодёжи ЦК ЛКСМ Белоруссии, первого секретаря Полесского областного комитета ЛКСМ Белоруссии.
С 1948 года на работе в партийных органах — был вторым, затем первым секретарём Калинковичского районного комитета КП(б) Беларуси, первым секретарём Капаткевіцкага и Житковичского районных комитетов КП(б) Беларуси.
В 1953—1957 годах — председатель колхоза «Заветы Ильича» Житковичского района Полесской области.
В 1961—1963 годах — инспектор ЦК КП Беларуси.
В 1963—1964 годах — председатель исполнительного комитета Минского сельского областного Совета.
В 1964—1978 годах — заместитель, затем — первый заместитель председателя исполнительного комитета Минского областного Совета.
С 1978 года — председатель Минского областного общества спасения на водах.
Избирался членом ЦК Компартии Беларуси (1954—1956).